# Kozí mléko

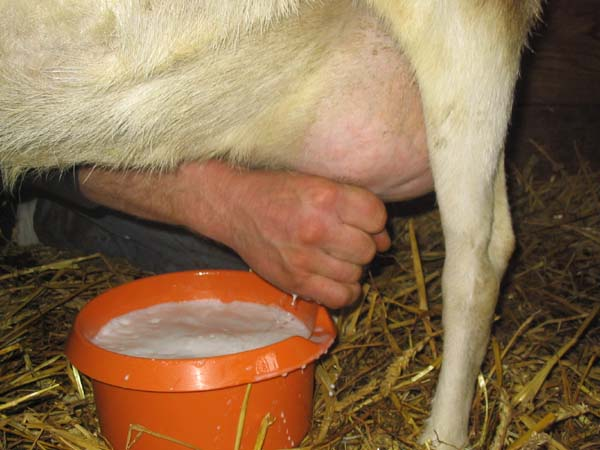
Ruční dojení kozy domácí

Kozí mléko je bílá kapalina produkovaná mléčnými žlázami koz (ve středoevropských podmínkách jde o kozu domácí). Původně byla určena pro výživu mláďat, u zdomácnělých zvířat však byla její produkce šlechtěním navýšena a rozšířena na celý rok, aby ji člověk mohl využít pro svou vlastní potřebu.
Kozí mléko z různých důvodů nemůže konkurovat kravskému a produkuje se prakticky výhradně v rámci malochovu pro domácí spotřebu či přímý prodej. Mezi dva hlavní důvody patří vyšší produkční schopnost krav a fakt, že kvalita kozího mléka více závisí na kvalitě krmiva než je tomu u kravského. Koza má totiž větší tendenci převádět do svého mléka jedy a choroboplodné organismy, které se do ní dostanou (byly zaznamenány otravy z mléka kozy, která sežrala rulík zlomocný, nebo epidemie klíšťové encefalitidy způsobené kozami, které poštípala infikovaná klíšťata).
Výše napsané ovšem neznamená, že by kozí mléko bylo nekvalitní. Naopak, kozí mléko lze vyhodnotit jako kvalitnější, lépe stravitelné a zdravotně prospěšnější než kravské, ovšem pouze za předpokladu, že je dbáno na vysokou kvalitu krmiva.
Kozí mléko se též někdy používá v lidovém léčitelství jako lék na různé formy dětských ekzémů a vyrážek.[zdroj?]